# Francisco Joaquín Muñoz
Francisco Joaquín Sinforoso Muñoz Quirós (Montevideo, 21 de agosto de 1790 - 11 de junio de 1851) fue un político uruguayo.

## Biografía
Hijo de Francisco de los Ángeles Muñoz y Almeida y de Ana Isabel Quirós Ruiz, nacida en Buenos Aires pero residente en Montevideo. Casado en 1813 con Cipriana de Herrera y Basavilbaso. Fue tatarabuelo materno de la actriz y directora teatral uruguaya China Zorrilla y el político uruguayo Gabriel Gurméndez es su choznieto, también descendiente directo.

## Cruzada Libertadora
Fue Ministro de Relaciones Exteriores del Uruguay, miembro del Gobierno Provisorio de la Provincia Oriental instalado en la Florida en 1825 por la Cruzada Libertadora de Juan Antonio Lavalleja, Comandante Militar en Maldonado, miembro de la primera Asamblea General Constituyente y Legislativa del Estado uruguayo (1832), Ministro de Hacienda del Gobierno Provisorio,

## Actuación política posterior
Entre 1830 y 1832 integró la 1.ª Legislatura de la Cámara de Representantes de Uruguay representando al departamento de Montevideo. Poco después de abandonar su trabajo legislativo ejerció como Ministro de Gobierno y Relaciones Exteriores del presidente Fructuoso Rivera.
Fue Ministro de Hacienda del Presidente Gral. Manuel Oribe y en 1839, de la segunda presidencia de Rivera.
Durante la presidencia de Rivera, siguiendo sus instrucciones, como ministro de hacienda, Muñoz fue enviado a Buenos Aires para negociar con Juan Manuel de Rosas.
Asimismo, fue enviado en carreta a Bolivia en una misión diplomática para realizar un primer contacto con el gobierno boliviano de Andrés de Santa Cruz.

## Descendencia
Sus tataranietas fueron Guma y China Zorrilla. Descendiente directo también es Gabriel Gurméndez y Lucio Cáceres, exministros de Transporte y Obras Públicas de Uruguay, quiénes son choznos.